# Krumkake

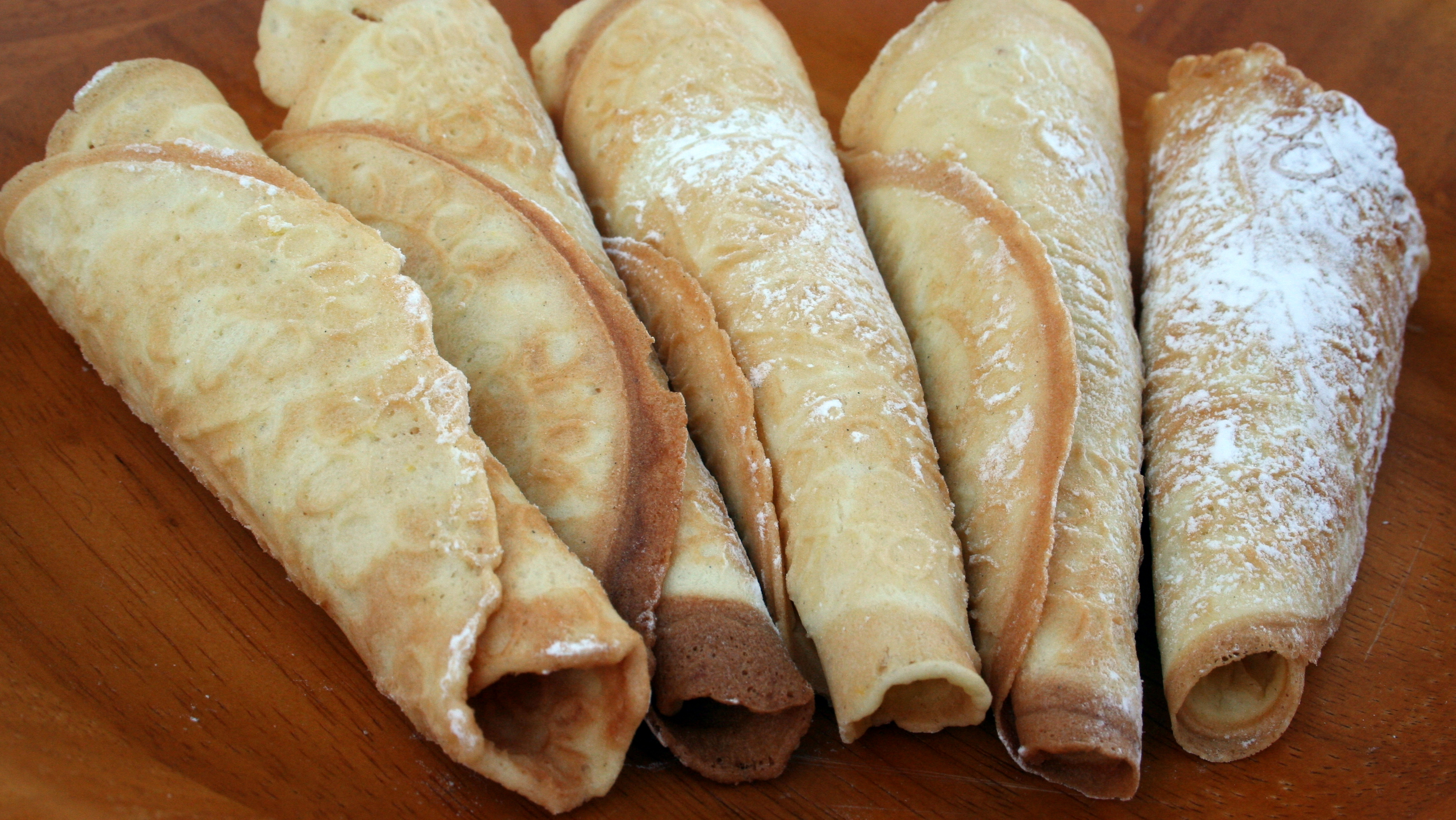
Krumkaker, algunos espolvoreados con azúcar glas.

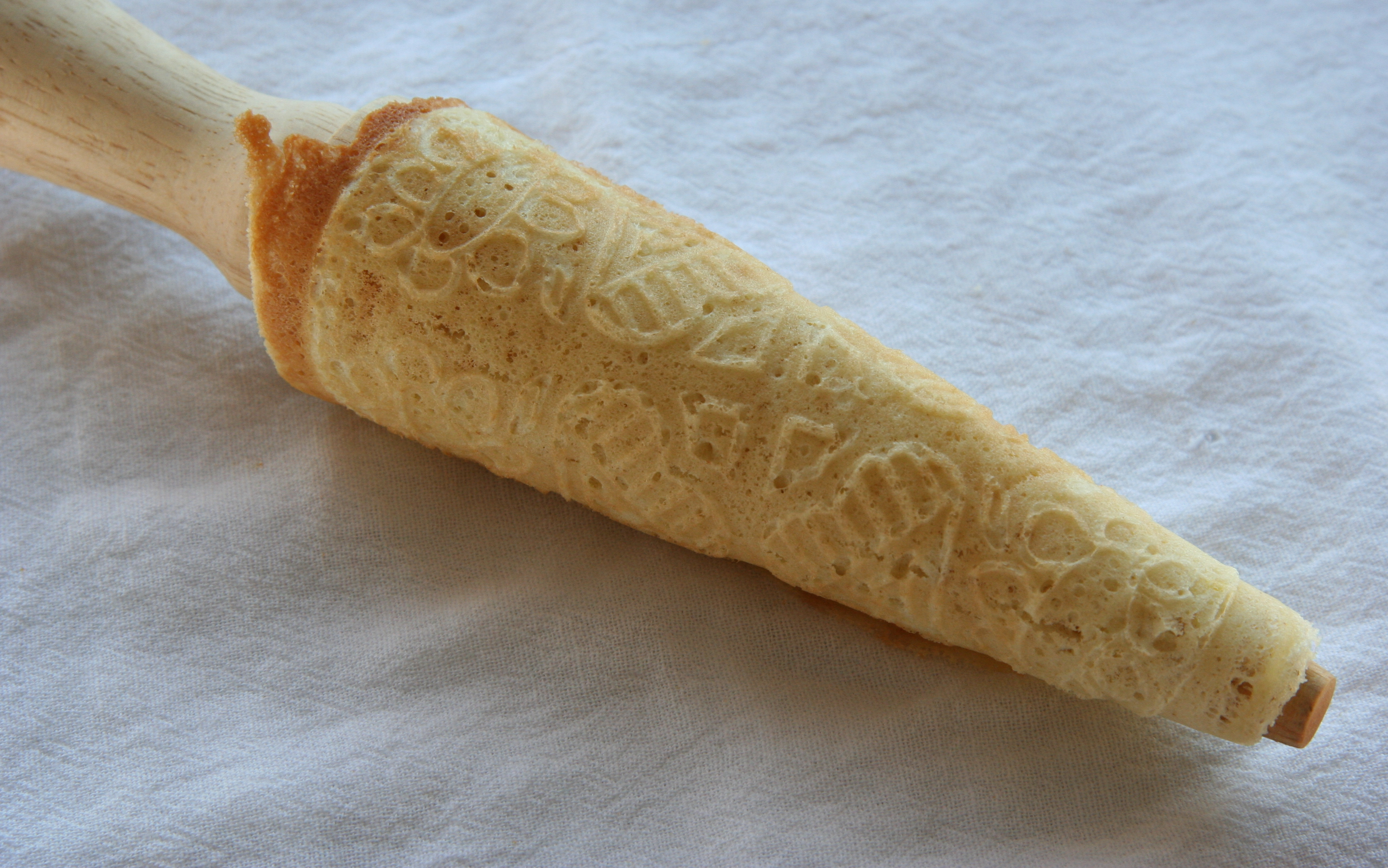
Krumkake recién sacado de la plancha, siendo enrollado en un cono de madera.

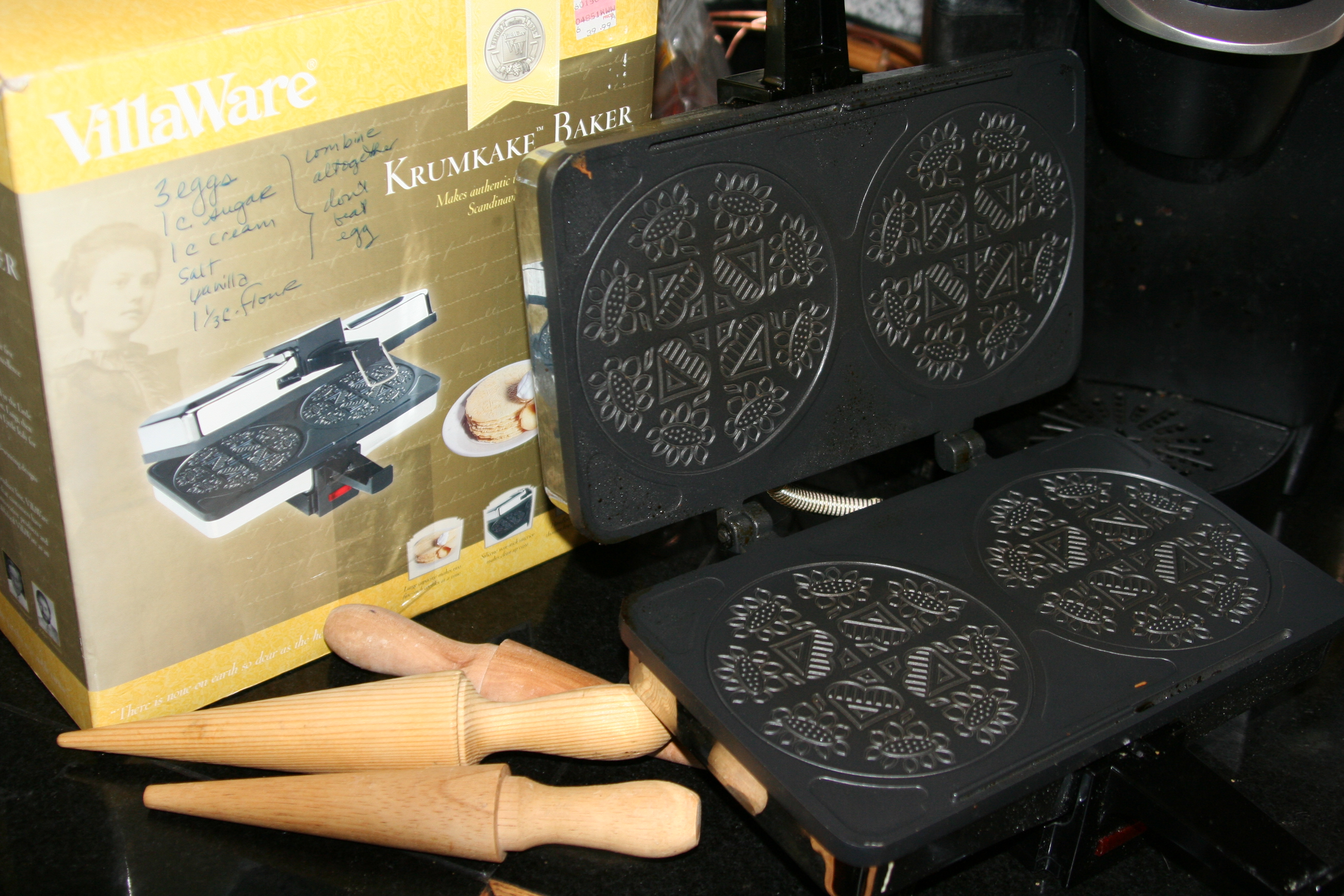
Plancha eléctrica de krumkaker y conos de madera para enrollarlos.

El krumkake o krum kaka (‘dulce curvado’, plural krumkaker) es una galleta de barquillo noruega hecha con harina, mantequilla, huevo, azúcar y nata. Se prepara tradicionalmente en Navidad.
Una parrilla de hierro especial decorativa, parecida a una gofrera, se usa para cocer los pasteles finos y redondos. Las parrillas antiguas se usaban sobre el fuego, pero las modernas son eléctricas y vienen equipadas con superficies antiadherentes, temporizador automáticos y espacio para varios krumkaker simultáneos. Mientras están calientes, los krumkaker de entre 13 y 20 cm se enrollan sobre pequeños conos de madera o plástico para darles esta forma. Puede comerse solos o rellenos con nata montada (a menudo multekrem) u otros ingredientes.
Estas galletas son populares no solo en Noruega sino también entre los noruegos estadounidenses del Medio Oeste, descendientes de inmigrantes noruegos. Los krumkaker se hacen tradicionalmente por Navidad, junto con otros dulces noruegos como sandbakelse y rosettes. Se sirven como postre tras la tradicional cena de Nochebuena de costillas o pinnekjøtt.
En Alemania, los krumkaker suelen rellenarse con ingredientes dulces, usándose también como conos para helado.